# Doug Prentice

a Compétitions nationales et continentales officielles uniquement.

b Matchs officiels uniquement.
Frank Douglas Prentice, né le 21 septembre 1898 à Leicester (Angleterre) et décédé le 3 octobre 1962 à Paddington, est un joueur de rugby à XV, qui joue avec l'équipe d'Angleterre en 1928, évoluant au poste de troisième ligne centre.

## Carrière
Doug Prentice a eu sa première cape internationale le 11 février 1928, à l'occasion d'un match contre l'équipe d'Irlande. Il remporte avec l'Angleterre le Tournoi des Cinq Nations 1928, réussissant le Grand Chelem.
Il dispute la tournée de 1930 en Australie et en Nouvelle-Zélande des Lions, comme capitaine.

## Palmarès

### En équipe nationale
- 3 sélections avec l'équipe d'Angleterre
- Sélection par année : 3 en 1928
- Grand Chelem en 1928

### Avec les Lions
- 2 sélections avec les Lions
- 3 transformations, 6 points.
- Sélection par année : 2 en 1930
- capitaine de la tournée de 1930 en Australie et en Nouvelle-Zélande.